# 穆肯科格爾山
47°58′50″N 15°36′28″E / 47.98056°N 15.60778°E

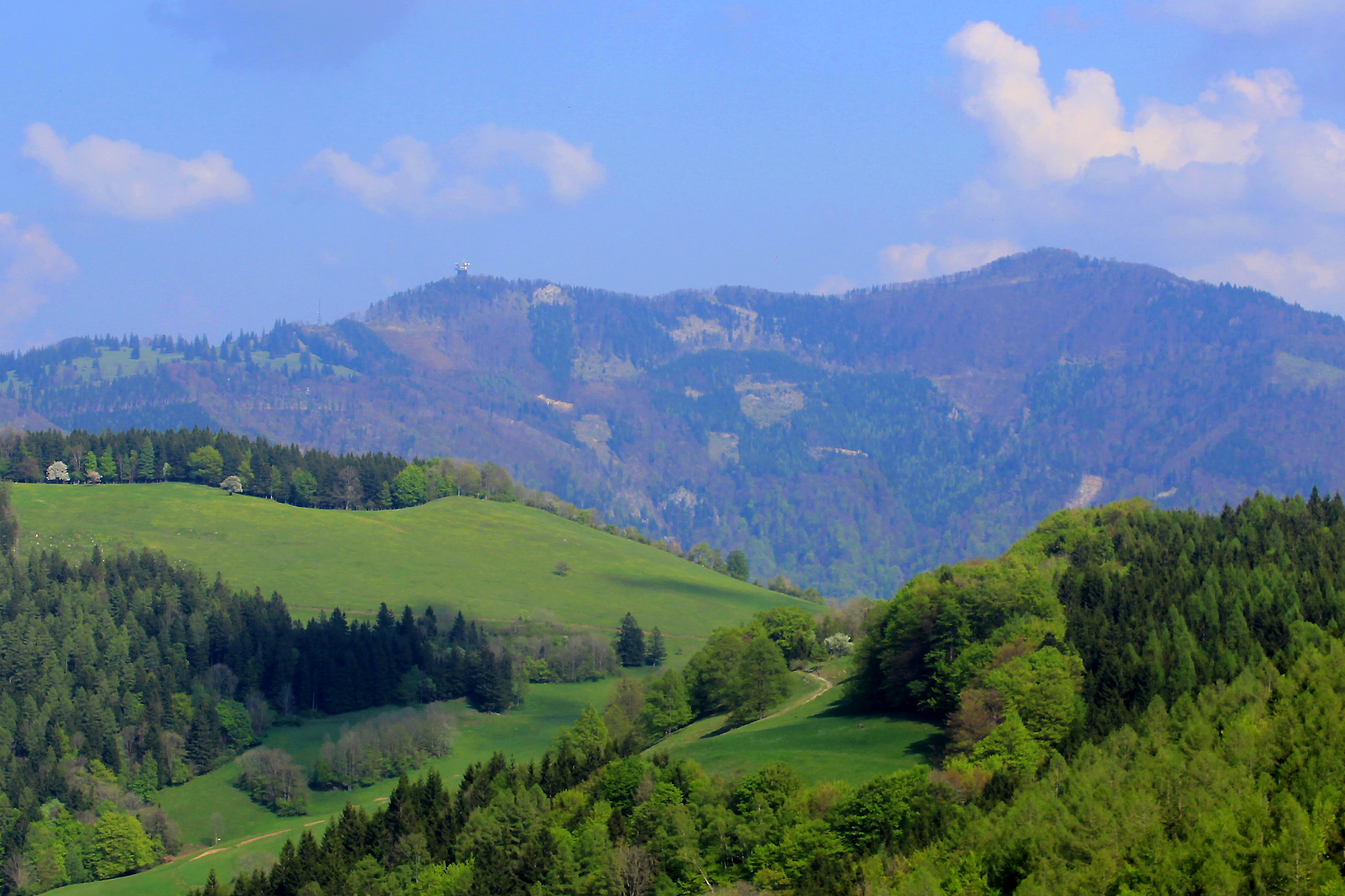

穆肯科格爾山（德語：Muckenkogel），是奧地利的山峰，位於該國東北部，由下奧地利州負責管轄，屬於古滕施泰因阿爾卑斯山脈的一部分，海拔高度1,248米，每年平均降雨量1,409毫米。